# Paractis monilifera
Paractis monilifera is een zeeanemonensoort uit de familie Actiniidae. De anemoon komt uit het geslacht Paractis. Paractis monilifera werd in 1846 voor het eerst wetenschappelijk beschreven door Drayton in Dana. 